# Ophidiaster ludwigi
Ophidiaster ludwigi is een zeester uit de familie Ophidiasteridae.
De wetenschappelijke naam van de soort werd in 1900 gepubliceerd door Perceval de Loriol.